# Psoralen
Psoralen är grunden för en grupp av naturliga kemiska föreningar som kallas furanokumariner. Den är strukturellt besläktad med kumarin med tillägg av en furan-ring och kan anses vara ett derivat av umbelliferon.

## Förekomst och användning
Psoralen förekommer naturligt i frön från Psoralea corylifolia, fikon, selleri, persilja och Zanthoxylum. Det används ofta tillsammans med UVA för behandling av psoriasis, eksem och vitiligo.  
Psoralen används för att göra huden ljuskänslig inför UVA-behandling. UVA-aktiverad psoralen brukar benämnas PUVA. 

## Medicinsk funktion
I celler kan psoralen om aktiverat av UVA bli reaktivt och i första hand bilda monoaddukter. Om ytterligare aktivering av UVA sker kan dessa monoaddukter omlagras till krosslinkare, och därigenom hindra normal replikation av DNA och celldelning. Hur celler reparerar dessa skador är okänt. Vad som är känt är att psoralener huvudsakligen binder till tymidin i DNA helixen. Psoralen har två ändar, består av en pyran-ring respektive en furan-ring. Vid aktivering av UVA kan först en av dessa (pyran eller furan) bli aktiverade och binda till DNA och skapa en monoaddukt. Om bindningen till DNA är på furan-sidan kan ytterligare aktivering av en UVA foton i pyran-ringen aktivera även denna som då kan reagera med den andra DNA-strängen och på så sätt åstadkomma en krosslink (max 40 % av de inducerade addukterna kan bli krosslinkade).